# Tatami
Tatami (畳?) este o saltea folosită ca pardoseală în camerele tradiționale japoneze. Numele vine de la verbul tatamu (畳む, „a împături” sau „a pune unul peste altul”), lucru pe care unii istorici îl consideră o dovadă că saltelele tatami din antichitate erau subțiri și puteau fi împăturite când nu erau folosite sau erau folosite una peste alta.

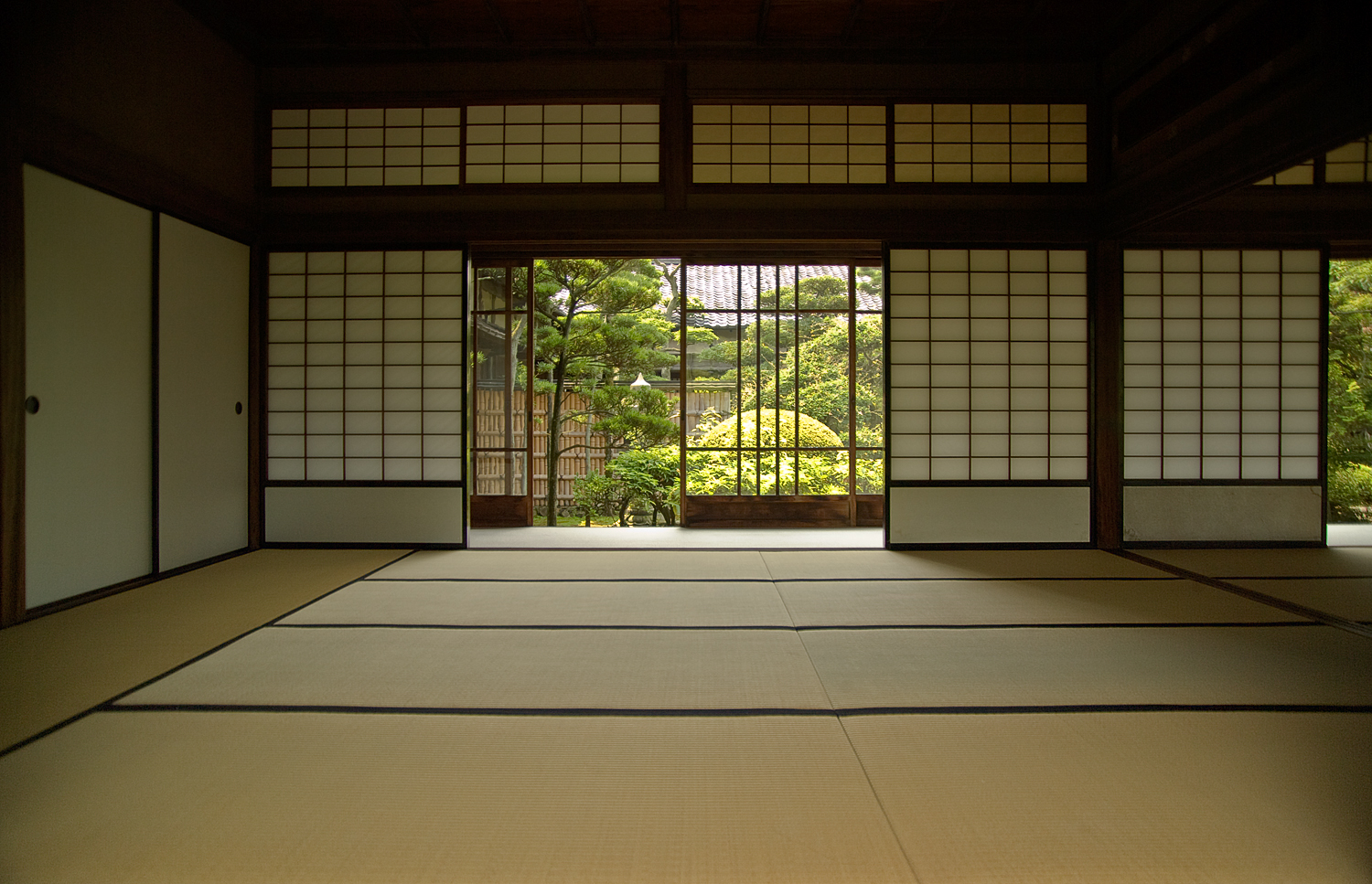
Cameră cu tatami

O saltea tatami este compusă din trei părți: materialul pentru suprafață (tatami-omote), interiorul saltelei (tatami-doko) și marginile (tatami-beri). Materialul pentru suprafață este țesut dintr-un fel de papură (Juncus effusus), pe care japonezii o foloseau deja acum 2000 de ani pentru țesutul îmbrăcăminții.
Interiorul saltelei este de ca. 5,5-6 cm, și este confecționat în mod tradițional din paie de orez. Marginea este confecționată din bumbac, in sau mătase.
În Japonia, mărimea camerelor în casele stil japonez se măsoară după numărul saltelelor tatami. Depinzând de felul în care sunt așezate în încăpere, tatami identice ca manufactură reflectă lumina diferit, unele părând mai închise, iar altele mai deschise la culoare.

## Mărimea

Exemplu de cameră de 4 tatami și jumătate.
Jumătate de saltea
Saltea întreagă

Mărimea unei saltele tatami diferă de la regiune la regiune. În regiunea Kyoto, mărimea este de obicei de 0,955 m x 1,91 m. Se numesc tatami kyōma. Tatami din regiunea Nagoya măsoară de obicei 0,91 m x 1,82 m și se numesc tatami ainoma. Mărimea în regiunea Tokio eeste de obicei 0,88 m x 1,76 m. Se numesc tatami edoma sau kantōma. Grosimea este de 5,5 cm pentru o saltea kyōma, și 6,0 cm pentru o saltea kantōma. O mărime de o jumătate de saltea tatami se numește hanjō, iar o saltea de 3/4, folosită în camerele pentru ceremonia ceaiului, (chashitsu), se numește daimedatami.
     Jumătate de saltea
     Saltea întreagă